# Тіваненки
Тіва́ненки (рос. Тиваненки) — присілок у складі Орічівського району Кіровської області, Росія. Входить до складу Істобенського сільського поселення.
Населення становить 11 осіб (2010, 15 у 2002).
Національний склад станом на 2002 рік — росіяни 100 %.